# Österhaninge distrikt
Österhaninge distrikt är ett distrikt i Haninge kommun och Stockholms län. 
Distriktet ligger öster om Västerhaninge kring kyrkbyn Österhaninge.

## Tidigare administrativ tillhörighet
Distriktet inrättades 2016 och utgörs av socknen Österhaninge i Haninge kommun.
Området motsvarar den omfattning Österhaninge församling hade vid årsskiftet 1999/2000.